# Balazote

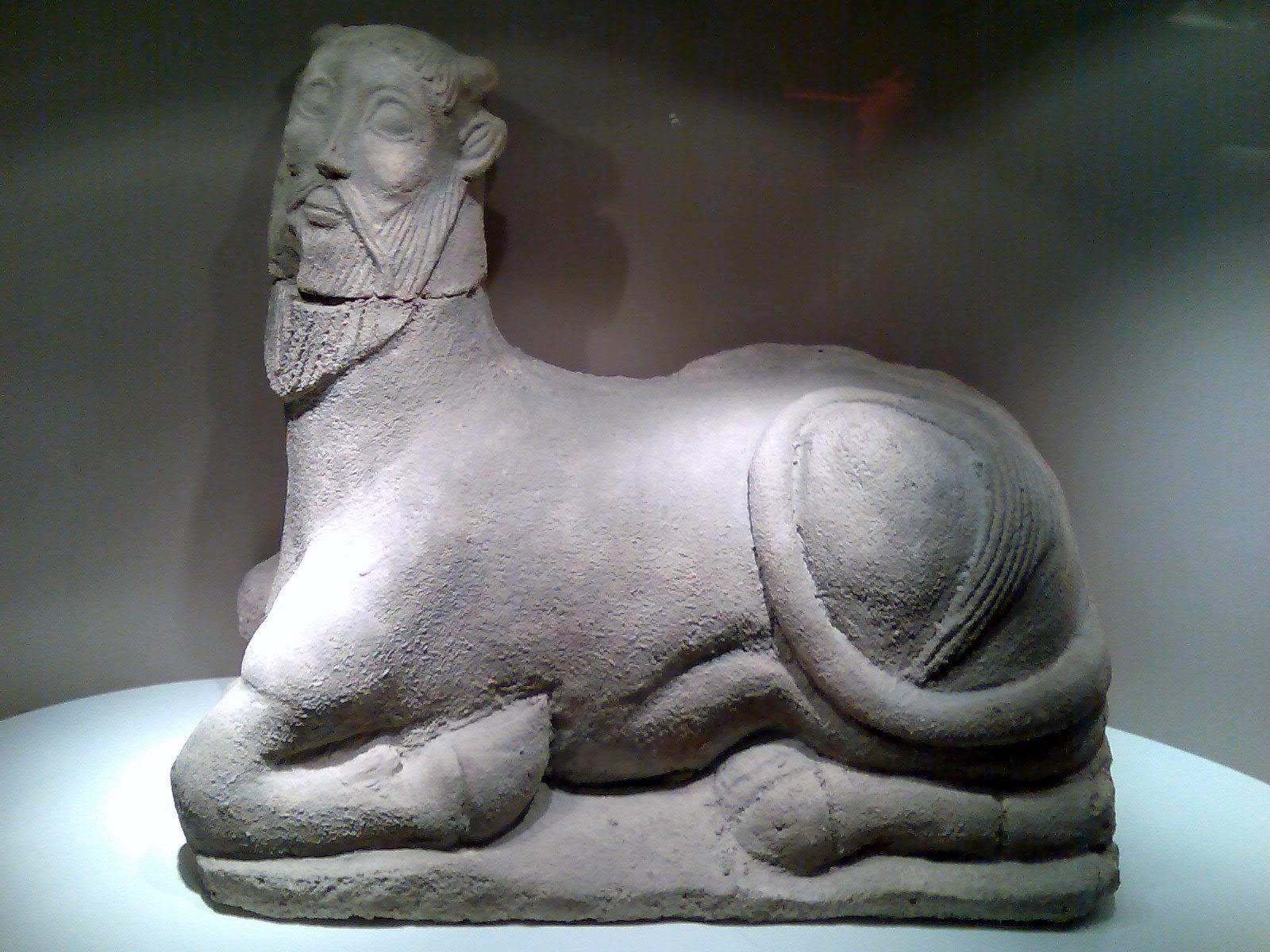
L'Esfinx de Balazote (Museu Arqueològic Nacional d'Espanya de Madrid)

Balazote és un poble de la província d'Albacete, que es troba a 32 km de la capital de la província. El 2005 tenia 2.576 habitants, segons dades de l'INE: 1.176 dones i 1.400 homes.

## La Bicha de Balazote
A Balazote es va trobar una resta arqueològica important del temps dels ibers, la Bicha de Balazote, relacionada amb els bous antropocefàlics mesopotàmics i éssers d'aspecte ferotge del món hitita.

## Demografia
| 1900  | 1910  | 1920  | 1930  | 1940  | 1950  | 1960  | 1970  | 1981  | 1991  | 2001  | 2005  |
| ----- | ----- | ----- | ----- | ----- | ----- | ----- | ----- | ----- | ----- | ----- | ----- |
| 1.794 | 1.926 | 1.894 | 2.243 | 2.446 | 2.627 | 2.539 | 2.333 | 2.073 | 2.082 | 2.342 | 2.576 |